# جون ساندرسون
جون ساندرسون هو سياسي أسترالي، ولد في 4 نوفمبر 1940 في جيرالدتون في أستراليا. انتخب حاكم أستراليا الغربية ‏ (18 أغسطس 2000 – 31 أكتوبر 2005).